# Скрипер
Скрипер — утёс в южном Прибайкалье (западный берег), расположенный в 4 км к востоку от посёлка Большие Коты. Геоморфологический памятник природы Иркутской области.
Утёс сложен юрскими конгломератами и обладает живописными формами выветривания. С вершины открывается живописный вид на окрестности.
В горном массиве Скрипера находится пещера, состоящая из двух небольших залов площадью около 60 м². Раньше пещера имела два входа, но сейчас один из них завален конгломератами.